# España Films-Germán López
España Films-Germán López fue una empresa de distribución y producción de cine español propiedad del productor cinematográfico Germán López Prieto. Estuvo operativa entre 1939 y finales de la década de 1950. 

## Historia
A partir de 1939 y hasta finales de la década de 1950 España Films-Germán López estrenará en el mercado español sus propias producciones y varios títulos del periodo republicano firmados por Benito Perojo, Edgar Neville o José Santugini. 
España Films-Germán López se constituyó como sociedad individual en el año 1939, fecha en que comenzó sus actividades. En enero del año 1944 contaba con un capital social de dos millones y medio de pesetas, tenía catorce productores fijos, y representaba a Cyre de Barcelona. Posteriormente, en el año 1947, compró todos los títulos que tenía en propiedad Exclusivas Cinematográficas Atlántico, a la que estuvo representando durante varios años. En sus inicios, las oficinas centrales de la empresa estaban situadas en la calle Balmes 46 de Barcelona. Años más tarde, se trasladaron a la Avenida de José Antonio 54 de Madrid y la de Barcelona pasó a ser una sucursal más. Tenía delegaciones en Sevilla, Bilbao, La Coruña, Valencia, Murcia, y Asturias, también Vigo y Canarias.
Entre sus lanzamientos destacan las producciones británicas: The Man Who Knew Too Much (El hombre que sabía demasiado, Alfred Hitchcock, 1934), Young and Innocent (Inocencia y juventud, Alfred Hitchcock, 1937) y Rembrandt (Rembrandt, Alexander Korda, 1936); las francesas: La vie parisienne (Noches de París, Robert Siodmak, 1935), L'Ile des veuves (La isla de las viudas, Claude Heymann 1936), Carmen (Carmen, Christian-Jaque 1943) y Porte d'Orient (Puerta de Oriente, Jacques Daroy 1951); o la italiana: Il Marchese di Ruvolito (Mamá quiere ser noble, Raffaello Matarazzo 1939).
La labor de producción de España Films-Germán López se circunscribe al periodo comprendido entre 1940, cuando participa en la producción de Martingala (Fernando Mignoni, 1940), y 1944, año en que promueve la adaptación a la pantalla de la novela de Emilio Carrere "La torre de los siete jorobados".
Cuando finalizó su actividad, España Films-Germán López contaba con un capital social de ocho millones de pesetas. Sus oficinas en Madrid seguían ubicadas en la Avenida de José Antonio 54, y en Barcelona en la calle Balmes 46.

## Filmografía. Producción
- La torre de los siete jorobados (1944). Producción: España Films. Productor Ejecutivo: Germán López Prieto.
- Santander, la ciudad en llamas (1944). Producción: España Films. Productor Ejecutivo: Germán López Prieto.
- Los misterios de Tánger (1942). Producción: España Films. Productor Ejecutivo: Germán López Prieto.
- La famosa Luz María (1941). (en colaboración con Filmófono), Producción: España Films y Filmófono. Productor: Germán López Prieto.
- Martingala (1940). (en colaboración con Exclusivas Simó), Producción: España Films y Exclusivas Simó. Productor: Germán López Prieto

## Filmografía. Distribución
La marca España Films-Germán López distribuyó entre otros, los siguientes títulos:

### Largometrajes (por Nacionalidad)

#### Españolas
- Doce hombres y una mujer (Fernando Delgado[6] 1934)
- Crisis Mundial (Benito Perojo, 1934)
- Una de fieras (Eduardo García Maroto[7] 1934)
- El ciento trece (Raphael J. Sevilla[8] y Ernesto Vilches[9] 1935)
- Una de miedo (Eduardo García Maroto[7] 1935)
- Una mujer en peligro (José Santugini, 1936)
- La Señorita de Trévelez (Edgar Neville, 1936)
- Y ahora, una de ladrones (Eduardo García Maroto[7] 1936)
- Nuestro culpable (Fernando Mignoni, 1938)
- La toma de Teruel (1938)
- Patricio miró una estrella (José Luis Sáenz de Heredia, 1938)
- Martingala (Fernando Mignoni, 1939)
- Flechas (Rafael Gil, 1939)
- El Huésped del sevillano (Enrique del Campo[10] 1939)
- Cancionera (Julián Torremocha[11] 1940)
- La famosa Luz María (Fernando Mignoni, 1941)
- Los misterios de Tánger (Carlos Fernández Cuenca, 1942)
- Su excelencia el mayordomo (Miguel Iglesias, 1942)
- Enemigos (Antonio Santillán[12] 1942)
- Adversidad (Miguel Iglesias[13] 1943)
- Mi fantástica esposa (Eduardo García Maroto[7] 1943)
- Santander, la ciudad en llamas (Luis Marquina, 1944)
- La torre de los siete jorobados (Edgar Neville, 1944)
- Caperucita Roja (José María Aragay[14] 1947)
- Hace cien años (Antonio de Obregón[15] 1950)

#### Inglesas y Americanas
- Burlesque on Carmen (Carmen in Burlesque, Charles Chaplin[16] 1916)
- The Girl of the Golden West (La chica del dorado Oeste, John Francis Dillon[17] 1930)
- The Finger Points (El dedo acusador, John Francis Dillon[17] 1931)
- Jack´s the Boy (Jack es el hombre, Walter Forde[18] 1932)
- Flames (Llamas, Karl Brown[19] 1932)
- Timbuctoo (Timbucto, Walter Summers[20] y Arthur B. Woods[21] 1933)
- The Devil's Mate (El compañero del diablo, Phil Rosen[22] 1933)
- The Ghoul (El Resucitado, T. Hayes Hunter[23] 1933)
- Mademoiselle Zaza (Tim Whelam[24] 1933)
- Dick Turpin (Dick Turpin, John Stafford[25] Victor Hanbury[26] 1933)
- The Man Who Knew Too Much (El hombre que sabía demasiado, Alfred Hitchcock, 1934)
- Evergreen (Siempre Viva, Victor Saville[27] 1934)
- Java Head (Cabo de Java,  Thorold Dickinson[28] y Walter Ruben[29] 1934)
- Wild Boy (Ahí va la liebre, Albert De Courville[30] 1934)
- Chu-Chin-Chow (Walter Forde[18] 1934)
- The Iron Duke (El duque de hierro, Victor Saville[27] 1934)
- Mystery Ranch (El rancho del misterio, Bernard B. Ray[31] 1934)
- Tracy Rides (Crimen en el Oeste, Harry S. Webb[32] 1934)
- The 39 Steps (The Thirty-Nine Steps) (39 escalones, Alfred Hitchcock, 1935)
- The Fighting Pilot (El Piloto indomable, Noel Mason[33] 1935)
- Forever England (Cachorro de mar, Walter Forde[18] 1935)
- The Clairvoyant (El vidente, Maurice Elvey[34] 1935)
- Rembrandt (Rembrandt, Alexander Korda, 1936)
- The High Command (Alto Comando, Thorold Dickinson[35] 1936)
- The Lonely Road (Camino Solitario, James Flood[36] 1936)
- Young and Innocent (Inocencia y juventud, Alfred Hitchcock, 1937)
- The Squeaker (Delator anónimo, William K. Howard[37] 1937)
- Bulldog Drummond at Bay (Ondas mortales, Norman Lee[38] 1937)
- Secret Lives (Vidas Secretas, Edmond T. Greville[39] 1937)
- Who's your lady friend (Dime con quien andas, Carol Reed[40] 1937)
- Brief Ecstasy (Éxtasis fugaz, Edmond T. Greville[39] 1937)
- The Gang's All Here (Los gánsteres están aquí, Thornton Freeland[41] 1939)
- Society Smugglers (Contrabandistas, Joe May[42] 1939)
- I Killed the Count (Cuatro culpables, Fred Zelnik[43] 1939)
- Spellbound (Sugestión, John Harlow[44] 1941)
- Charlie Chan in the Chinese Cat (Phil Rosen[22] 1944)
- Charlie Chan in the Secret Service (Phil Rosen[22] 1944)
- The Jade Mask (Phil Rosen[22] 1945)
- The Master Key (La llave maestra, Lewis D. Collins[45] 1945)

#### Francesas
- Port d'Orient (Puerta de Oriente, Jacques Daroy[4] 1951)
- Carmen (Carmen, Christian-Jaque[3] 1943)
- La Vie Parisienne (Noches de París, Robert Siodmak,1936)
- L'Ile des veuves (La isla de las viudas, Claude Heymann[2] 1936)
- Le Vertige (El Vértigo, Paul Schiller[46] 1936)
- Parlez-moi d'amour (Háblame de amor, René Guissart[47] 1935)
- Mademoiselle Mozart (Yvan Noé[48] 1935)
- Une Fille a papa (Una hija de ocasión, René Guissart[47] 1935)
- Les Soeurs Hortensia (Las Hermanas Hortensia, René Guissart[47] 1935)
- Trois cents a l'heure(A trescientos por hora, Willy Rozier[49] 1934)
- Un fils d'amerique (Un hijo en América, Carmine Gallone[50] 1932)

#### Italianas
- Centomila Dollari (Cien mil dólares, Mario Camerini[51] 1940)
- Il Marchese di Ruvolito (Mamá quiere ser noble, Raffaello Matarazzo[5] 1939)
- Frenesía (Frenesí, Mario Bonnard[52] 1939)
- Soto la Croce del Sud (Bajo la Cruz del Sur, Guido Brignone[53] 1938)
- Voglio vivere con Letizia (El novio misterio, Camillo Mastrocinque[54] 1938)
- Vivere (Vivir, Guido Brignone[53] 1937)
- Sentinelle di bronzo (Centinela de Bronce, Romollo Marcellini[55] 1937)
- Il grande appello (La gran llamada, Mario Camerini[51] 1936)
- Ginevra degli Almieri (Sepultada en vida, Guido Brignone[53] 1936)
- Le scarpe al sole (Zapatos al sol, Marco Elter[56] 1935)
- Teresa Confaloneiri (El correo de la Emperatriz, Guido Brignone[53] 1934)

#### Alemanas
- Martina (Martina, Arthur Maria Rabenalt[57] 1949)
- Annette Im Paradies (Me estorba el dinero, Max Obal[58] 1934)
- Der Doppelbräutigam (Dos en uno, Mac Fric[59] 1934)
- Ein Walzer für dich (Un vals para ti, Georg Zoch[60] 1934)
- Geheimnis des blaven zimmers (El misterio del cuarto azul, Erich Engels[61] 1932)

#### Portuguesas
- Fatima, terra de fe (El milagro de Fátima, Jorge Brum do Canto[62] 1943)

#### Chilenas
- Norte y Sur (José Délano[63] 1934)

#### Cubanas
- El romance del Palmar (Ramón Peón[64] 1935)

#### Rusas
- Zakon Zhizni (The law of life) (Ley de vida, Ivanov (enlace roto disponible en Internet Archive; véase el historial, la primera versión y la última). y Aleksandr Stolper (enlace roto disponible en Internet Archive; véase el historial, la primera versión y la última)., 1940)

### Largometrajes (por Orden Cronológico)
- Burlesque on Carmen (Carmen in Burlesque, Charles Chaplin, 1916)
- The Girl of the Golden West (La chica del dorado Oeste, John Francis Dillon[17] 1930)
- The Finger Points (El dedo acusador, John Francis Dillon[17] 1931)
- Jack´s the Boy (Jack es el hombre,[18] 1932)
- Flames (Llamas, Karl Brown[19] 1932)
- Un fils d'amerique (Un hijo en América, Carmine Gallone, 1932)
- Geheimnis des blaven zimmers (El misterio del cuarto azul, Erich Engels 1932)
- Timbuctoo (Timbucto, Walter Summers y Arthur B. Woods, 1933)
- The Devil's Mate (El compañero del diablo, Phil Rosen, 1933)
- The Ghoul (El Resucitado, T. Hayes Hunter, 1933)
- Mademoiselle Zaza (Tim Whelam (enlace roto disponible en Internet Archive; véase el historial, la primera versión y la última)., 1933)
- Dick Turpin (Dick Turpin, John Stafford (enlace roto disponible en Internet Archive; véase el historial, la primera versión y la última)., Victor Hanbury (enlace roto disponible en Internet Archive; véase el historial, la primera versión y la última)., 1933)
- Doce hombres y una mujer (Fernando Delgado, 1934)
- The Man Who Knew Too Much (El hombre que sabía demasiado, Alfred Hitchcock, 1934)
- Crisis Mundial (Benito Perojo, 1934)
- Una de fieras (Eduardo García Maroto, 1934)
- Der Doppelbräutigam (Dos en uno, Mac Fric, 1934)
- Annette Im Paradies (Me estorba el dinero, Max Obal, 1934)
- Wild Boy (Ahí va la liebre, Albert De Courville (enlace roto disponible en Internet Archive; véase el historial, la primera versión y la última)., 1934)
- Trois cents a l'heure (A trescientos por hora, Willy Rozier, 1934)
- Mystery Ranch (El rancho del misterio, Bernard B. Ray (enlace roto disponible en Internet Archive; véase el historial, la primera versión y la última)., 1934)
- Tracy Rides (Crimen en el Oeste, Harry S. Webb (enlace roto disponible en Internet Archive; véase el historial, la primera versión y la última)., 1934)
- Norte y Sur (José Délano (enlace roto disponible en Internet Archive; véase el historial, la primera versión y la última)., 1934)
- Teresa Confaloneiri (El correo de la Emperatriz, Guido Brignone, 1934)
- Evergreen (Siempre Viva, Victor Saville, 1934)
- Java Head (Cabo de Java,  Thorold Dickinson y Walter Ruben, 1934)
- Chu-Chin-Chow (Walter Forde, 1934)
- Ein Walzer für dich (Un vals para ti, Georg Zoch, 1934)
- The Iron Duke (El duque de hierro, Victor Saville, 1934)
- The 39 Steps (The Thirty-Nine Steps) (39 escalones, Alfred Hitchcock, 1935)
- El romance del Palmar (Ramón Peón, 1935)
- El ciento trece (Raphael J. Sevilla (enlace roto disponible en Internet Archive; véase el historial, la primera versión y la última). y Ernesto Vilches, 1935)
- Una de miedo (Eduardo García Maroto, 1935)
- The Fighting Pilot (El Piloto indomable, Noel Mason, 1935)
- Mademoiselle Mozart (Yvan Noé (enlace roto disponible en Internet Archive; véase el historial, la primera versión y la última)., 1935)
- Les Soeurs Hortensia (Las Hermanas Hortensia, René Guissart, 1935)
- Parlez-moi d'amour (Háblame de amor, René Guissart, 1935)
- Le scarpe al sole (Zapatos al sol, Marco Elter (enlace roto disponible en Internet Archive; véase el historial, la primera versión y la última)., 1935)
- Une Fille a papa (Una hija de ocasión, René Guissart, 1935)
- Forever England (Cachorro de mar, Walter Forde, 1935)
- The Clairvoyant (El vidente, Maurice Elvey, 1935)
- La Vie Parisienne (Noches de París, Robert Siodmak,1936)
- Una mujer en peligro (José Santugini, 1936)
- La Señorita de Trévelez (Edgar Neville, 1936)
- Y ahora, una de ladrones (Eduardo García Maroto, 1936)
- Rembrandt (Rembrandt, Alexander Korda, 1936)
- Ginevra degli Almieri (Sepultada en vida, Guido Brignone, 1936)
- L'Ile des veuves (La isla de las viudas, Claude Heymann, 1936)
- Le Vertige (El Vértigo, Paul Schiller (enlace roto disponible en Internet Archive; véase el historial, la primera versión y la última)., 1936)
- The High Command (Alto Comando, Thorold Dickinson, 1936)
- The Lonely Road (Camino Solitario, James Flood (enlace roto disponible en Internet Archive; véase el historial, la primera versión y la última)., 1936)
- Il grande appello (La gran llamada, Mario Camerini, 1936)
- Toi c'est moi (Tú eres yo, René Guissart, 1936)
- Young and Innocent (Inocencia y juventud, Alfred Hitchcock, 1937)
- Vivere (Vivir, Guido Brignone, 1937)
- Sentinelle di bronzo (Centinela de Bronce, Romollo Marcellini, 1937)
- The Squeaker (Delator anónimo, William K. Howard, 1937)
- Secret Lives (Vidas Secretas, Edmond T. Greville (enlace roto disponible en Internet Archive; véase el historial, la primera versión y la última)., 1937)
- Who's your lady friend (Dime con quien andas, Carol Reed, 1937)
- Brief Ecstasy (Éxtasis fugaz, Edmond T. Greville (enlace roto disponible en Internet Archive; véase el historial, la primera versión y la última)., 1937)
- Bulldog Drummond at Bay (Ondas mortales, Norman Lee, 1937)
- La toma de Teruel (1938)
- Nuestro culpable (Fernando Mignoni, 1938)
- Patricio miró una estrella (José Luis Sáenz de Heredia, 1938)
- Soto la Croce del Sud (Bajo la Cruz del Sur, Guido Brignone, 1938)
- Voglio vivere con Letizia (El novio misterio, Camillo Mastrocinque, 1938)
- The Gang's All Here (Los gánsteres están aquí, Thornton Freeland, 1939)
- Il Marchese di Ruvolito (Mamá quiere ser noble, Raffaello Matarazzo, 1939)
- Flechas (Rafael Gil, 1939)
- Martingala (Fernando Mignoni, 1939)
- El Huésped del sevillano (Enrique del Campo, 1939)
- Frenesía (Frenesí, Mario Bonnard, 1939)
- Society Smugglers (Contrabandistas, Joe May, 1939)
- I Killed the Count (Cuatro culpables, Fred Zelnik, 1939)
- Cancionera (Julián Torremocha, 1940)
- Zakon Zhizni (The law of life) (Ley de vida, Ivanov (enlace roto disponible en Internet Archive; véase el historial, la primera versión y la última). y Aleksandr Stolper (enlace roto disponible en Internet Archive; véase el historial, la primera versión y la última)., 1940)
- Centomila Dollari (Cien mil dólares, Mario Camerini, 1940)
- La famosa Luz María (Fernando Mignoni, 1941)
- The Ghost Train (El tren fantasma, Walter Forde, 1941)
- Spellbound (Sugestión, John Harlow, 1941)
- Los misterios de Tánger (Carlos Fernández Cuenca, 1942)
- Su excelencia el mayordomo (Miguel Iglesias, 1942)
- Enemigos (Antonio Santillán, 1942)
- Carmen (Carmen, Christian-Jaque, 1943)
- Adversidad (Miguel Iglesias, 1943)
- Mi fantástica esposa (Eduardo García Maroto, 1943)
- Fatima, terra de fe (El milagro de Fátima, Jorge Brum do Canto, 1943)
- Santander, la ciudad en llamas (Luis Marquina, 1944)
- La torre de los siete jorobados (Edgar Neville, 1944)
- The Master Key (La llave maestra, Lewis D. Collins, 1945)
- Caperucita Roja (José María Aragay (enlace roto disponible en Internet Archive; véase el historial, la primera versión y la última)., 1947)
- Martina (Martina, Arthur Maria Rabenalt, 1949)
- Hace cien años (Antonio de Obregón (enlace roto disponible en Internet Archive; véase el historial, la primera versión y la última)., 1950)
- Port d'Orient (Puerta de Oriente, Jacques Daroy, 1951)
- 55 days at Pekin (55 días en Pekín, Nicholas Ray, 1963)

### Cortometrajes españoles propios
- El Valle Blanco
- Sinforosa está debajo de otro almendro
- Toledo y su Alcázar
- Al oeste de Abisinia
- Isla de Capri
- Danubio azul
- Cordelero de aldea
- Madrid
- Mallorca
- Sevilla
- El libro
- Monumentos hispalenses
- Mi barco velero
- Muñecos de trapo
- Anochecer en la aldea

### Cortometrajes españoles de otras productoras
- Una de fieras (Eduardo G. Maroto) 1934
- Una de miedo (Eduardo G. Maroto) 1935
- Y ahora… Una de ladrones (Eduardo G. Maroto) 1935
- En el frente de Asturias 1937
- Toledo, la heroica 1938
- ¡¡Madrid!! Cerco y bombardeamiento de la capital de España 1938
- Flechas (Rafael Gil) 1939
- La Copa del Generalísimo en Barcelona (Rafael Gil) 1939
- Onuba (Vicente Zaragoza) 1943
- Primavera Sevillana 1943

### Dibujos animados de la serieBoskodeLeon SchlesingerStudios
- Congo Jazz (Congo jazz) 1930
- Sinkin' in the Bathtub (Bañera musical) 1930
- Big Man from the North (Un hombre del norte) 1931

### Otros dibujos animados
- Placido bombero
- Bromitas a mi
- Semillas bailadoras
- Concierto en la granja
- Día de carreras
- Tío Sam en París
- El canto de la sirena
- La playa de moda
- Golfeando
- Buscando fortuna
- Diluvio universal
- Piratas del aire
- Cacería accidentada